# Fehéroroszország a 2010. évi téli olimpiai játékokon

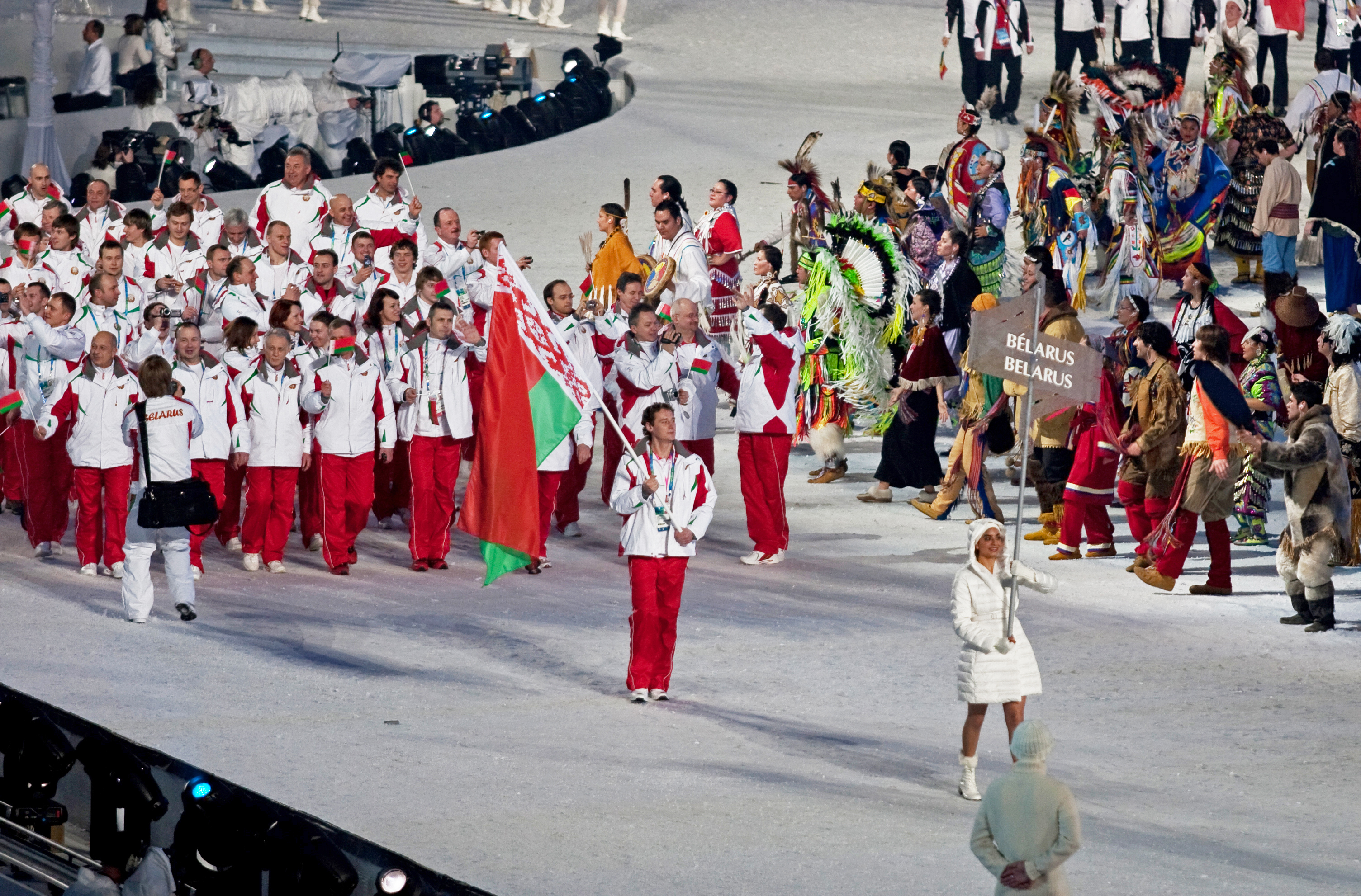
Fehéroroszország olimpiai küldöttsége a megnyitón

Fehéroroszország a kanadai Vancouverben megrendezett 2010. évi téli olimpiai játékok egyik részt vevő nemzete volt. Az országot az olimpián 6 sportágban 47 sportoló képviselte, akik összesen 3 érmet szereztek.

## Érmesek
| Érem  | Versenyző        | Sportág      | Versenyszám                  |
| ----- | ---------------- | ------------ | ---------------------------- |
| Arany | Aljakszej Hrisin | Síakrobatika | Férfi ugrás                  |
| Ezüst | Szjarhej Novikav | Biatlon      | Férfi 20 km egyéni indításos |
| Bronz | Darja Domracsava | Biatlon      | Női 15 km egyéni indításos   |

## Alpesisí
Női
| Versenyző         | Versenyszám            | 1. futam | 1. futam | 2. futam      | 2. futam      | Összesítés | Összesítés |
| Versenyző         | Versenyszám            | Idő      | Hely.    | Idő           | Hely.         | Idő        | Helyezés   |
| ----------------- | ---------------------- | -------- | -------- | ------------- | ------------- | ---------- | ---------- |
| Lizaveta Kuzmenka | Műlesiklás             | 59,97    | 61.      | nem ért célba | nem ért célba | kiesett    | kiesett    |
| Lizaveta Kuzmenka | Óriás-műlesiklás       | 1:24,60  | 56.      | 1:26,29       | 58.           | 2:50,89    | 54.        |
| Marija Skanava    | Műlesiklás             | 56,92    | 45.      | 57,58         | 39.           | 1:54,50    | 38.        |
| Marija Skanava    | Óriás-műlesiklás       | 1:22,18  | 46.      | 1:18,20       | 41.           | 2:40,38    | 40.        |
| Marija Skanava    | Szuperóriás-műlesiklás |          |          |               |               | 1:27,84    | 33.        |

## Biatlon
Férfi
| Versenyző                                                             | Versenyszám           | Lövőhiba    | Időeredmény | Helyezés |
| --------------------------------------------------------------------- | --------------------- | ----------- | ----------- | -------- |
| Javhen Abramenka                                                      | 10 km sprint          | 0 (0+0)     | 26:57,8     | 49.      |
| Javhen Abramenka                                                      | 12,5 km üldözőverseny | 1 (0+0+1+0) | 36:56,0     | 40.      |
| Javhen Abramenka                                                      | 20 km egyéni          | 2 (0+1+0+1) | 54:24,8     | 58.      |
| Szjarhej Novikav                                                      | 10 km sprint          | 1 (1+0)     | 26:37,4     | 40.      |
| Szjarhej Novikav                                                      | 12,5 km üldözőverseny | 2 (0+0+1+1) | 35:35,2     | 21.      |
| Szjarhej Novikav                                                      | 20 km egyéni          | 0 (0+0+0+0) | 48:32,0     |          |
| Szjarhej Novikav                                                      | 15 km tömegrajtos     | 3 (0+0+1+2) | 36:59,3     | 20.      |
| Aljakszandr Sziman                                                    | 10 km sprint          | 0 (0+0)     | 25:53,5     | 20.      |
| Aljakszandr Sziman                                                    | 12,5 km üldözőverseny | 2 (0+0+1+1) | 36:13,9     | 31.      |
| Aljakszandr Sziman                                                    | 20 km egyéni          | 3 (2+0+1+0) | 53:16,2     | 41.      |
| Rusztam Valiulin                                                      | 10 km sprint          | 2 (1+1)     | 26:43,7     | 43.      |
| Rusztam Valiulin                                                      | 12,5 km üldözőverseny | 5 (1+0+2+2) | 37:05,5     | 42.      |
| Rusztam Valiulin                                                      | 20 km egyéni          | 4 (1+1+0+2) | 53:32,3     | 48.      |
| Javhen Abramenka Aljakszandr Sziman Rusztam Valiulin Szjarhej Novikav | 4 × 7,5 km váltó      | 9 (0+3 1+5) | 1:25:47,4   | 11.      |

Női
| Versenyző                                                               | Versenyszám         | Lövőhiba    | Időeredmény | Helyezés |
| ----------------------------------------------------------------------- | ------------------- | ----------- | ----------- | -------- |
| Darja Domracsava                                                        | 7,5 km sprint       | 0 (0+0)     | 20:27,4     | 8.       |
| Darja Domracsava                                                        | 10 km üldözőverseny | 4 (0+2+0+2) | 31:57,2     | 15.      |
| Darja Domracsava                                                        | 15 km egyéni        | 6 (0+1+0+0) | 41:21,0     |          |
| Darja Domracsava                                                        | 12,5 km tömegrajtos | 1 (0+0+1+0) | 35:53,2     | 6.       |
| Ljudmila Kalincsik                                                      | 7,5 km sprint       | 0 (0+0)     | 20:46,1     | 17.      |
| Ljudmila Kalincsik                                                      | 10 km üldözőverseny | 2 (0+0+1+1) | 31:48,2     | 13.      |
| Ljudmila Kalincsik                                                      | 15 km egyéni        | 1 (0+1+0+0) | 42:39,1     | 9.       |
| Ljudmila Kalincsik                                                      | 12,5 km tömegrajtos | 1 (0+0+0+1) | 36:55,2     | 17.      |
| Volha Kudrjasova                                                        | 15 km egyéni        | 0 (0+0+0+0) | 43:11,3     | 16.      |
| Volha Nazarava                                                          | 7,5 km sprint       | 3 (0+3)     | 23:11,7     | 74.      |
| Nadzeja Szkardzina                                                      | 7,5 km sprint       | 0 (0+0)     | 21:17,6     | 28.      |
| Nadzeja Szkardzina                                                      | 10 km üldözőverseny | 2 (0+0+1+1) | 33:11,0     | 26.      |
| Nadzeja Szkardzina                                                      | 15 km egyéni        | 1 (0+0+1+0) | 44:09,4     | 28.      |
| Nadzeja Szkardzina                                                      | 12,5 km tömegrajtos | 1 (0+0+0+1) | 37:38,1     | 22.      |
| Ljudmila Kalincsik Darja Domracsava Volha Kudrjasova Nadzeja Szkardzina | 4 × 6 km váltó      | 3 (0+1 0+2) | 1:11:34,0   | 7.       |

## Gyorskorcsolya
Női
| Versenyző            | Versenyszám | 1. futam | 1. futam | 2. futam | 2. futam | Eredmény | Helyezés |
| Versenyző            | Versenyszám | Idő      | Hely.    | Idő      | Hely.    | Eredmény | Helyezés |
| -------------------- | ----------- | -------- | -------- | -------- | -------- | -------- | -------- |
| Szvjatlana Radkevics | 500 m       | 39,899   | 35.      | 39,854   | 34.      | 79,753   | 33.      |

## Jégkorong

### Férfi
| Fehérorosz nemzeti férfi jégkorongcsapat-játékoskeret | Fehérorosz nemzeti férfi jégkorongcsapat-játékoskeret | Fehérorosz nemzeti férfi jégkorongcsapat-játékoskeret | Fehérorosz nemzeti férfi jégkorongcsapat-játékoskeret | Fehérorosz nemzeti férfi jégkorongcsapat-játékoskeret | Fehérorosz nemzeti férfi jégkorongcsapat-játékoskeret | Fehérorosz nemzeti férfi jégkorongcsapat-játékoskeret |
| #                                                     | Név                                                   | Poszt                                                 | Magasság                                              | Súly                                                  | Kor                                                   | Klub                                                  |
| ----------------------------------------------------- | ----------------------------------------------------- | ----------------------------------------------------- | ----------------------------------------------------- | ----------------------------------------------------- | ----------------------------------------------------- | ----------------------------------------------------- |
| 1                                                     | Vitalij Koval                                         | K                                                     | 188 cm                                                | 100 kg                                                | 1980. március 31. (29 évesen)                         | Dinamo Minszk                                         |
| 31                                                    | Andrej Mezin                                          | K                                                     | 182 cm                                                | 78 kg                                                 | 1974. július 8. (35 évesen)                           | Dinamo Minszk                                         |
| 37                                                    | Makszim Maljucin                                      | K                                                     | 180 cm                                                | 74 kg                                                 | 1988. szeptember 16. (21 évesen)                      | Vityebszk                                             |
| 4                                                     | Aljakszandr Makricki                                  | V                                                     | 186 cm                                                | 90 kg                                                 | 1971. augusztus 11. (38 évesen)                       | Dinamo Minszk                                         |
| 5                                                     | Mikalaj Sztaszenka                                    | V                                                     | 195 cm                                                | 101 kg                                                | 1987. február 15. (23 évesen)                         | Amur Habarovszk                                       |
| 7                                                     | Uladzimir Dzjanyiszav                                 | V                                                     | 181 cm                                                | 94 kg                                                 | 1984. június 29. (25 évesen)                          | Dinamo Minszk                                         |
| 24                                                    | Ruszlan Szalej C                                      | V                                                     | 184 cm                                                | 96 kg                                                 | 1974. november 2. (35 évesen)                         | Colorado Avalanche                                    |
| 25                                                    | Szjarhej Kolaszav                                     | V                                                     | 193 cm                                                | 92 kg                                                 | 1986. május 22. (23 évesen)                           | Grand Rapids Griffins                                 |
| 33                                                    | Andrej Karav                                          | V                                                     | 180 cm                                                | 90 kg                                                 | 1985. február 12. (25 évesen)                         | Dinamo Minszk                                         |
| 43                                                    | Viktar Kaszcjucsonak                                  | V                                                     | 187 cm                                                | 94 kg                                                 | 1979. június 7. (30 évesen)                           | Szpartak Moszkva                                      |
| 52                                                    | Aljakszandr Radzinszki                                | V                                                     | 189 cm                                                | 93 kg                                                 | 1978. április 1. (31 évesen)                          | Dinamo Minszk                                         |
| 8                                                     | Andrej Mihaljov                                       | T                                                     | 185 cm                                                | 90 kg                                                 | 1978. február 23. (31 évesen)                         | Dinamo Minszk                                         |
| 10                                                    | Aleh Antonyenka A                                     | T                                                     | 187 cm                                                | 92 kg                                                 | 1971. július 1. (38 évesen)                           | Dinamo Minszk                                         |
| 11                                                    | Aljakszandr Kulakov                                   | T                                                     | 182 cm                                                | 89 kg                                                 | 1983. május 15. (26 évesen)                           | Dinamo Minszk                                         |
| 18                                                    | Aljakszej Uharav                                      | T                                                     | 179 cm                                                | 80 kg                                                 | 1985. január 2. (25 évesen)                           | HC MVD                                                |
| 19                                                    | Dzmitrij Mjaleska                                     | T                                                     | 181 cm                                                | 81 kg                                                 | 1982. november 8. (27 évesen)                         | Dinamo Minszk                                         |
| 21                                                    | Kansztancin Zaharav                                   | T                                                     | 186 cm                                                | 93 kg                                                 | 1985. május 2. (24 évesen)                            | Dinamo Minszk                                         |
| 22                                                    | Szjarhej Zadzjalenav                                  | T                                                     | 178 cm                                                | 88 kg                                                 | 1976. február 27. (33 évesen)                         | Dinamo Minszk                                         |
| 26                                                    | Andrej Sztasz                                         | T                                                     | 187 cm                                                | 83 kg                                                 | 1988. október 18. (21 évesen)                         | Dinamo Minszk                                         |
| 28                                                    | Kansztancin Kalcov A                                  | T                                                     | 186 cm                                                | 90 kg                                                 | 1981. április 17. (28 évesen)                         | Szalavat Julajev Ufa                                  |
| 59                                                    | Szjarhej Dzjamahin                                    | T                                                     | 183 cm                                                | 79 kg                                                 | 1986. július 19. (23 évesen)                          | Nyeftyehimik Nyizsnyekamszk                           |
| 71                                                    | Aljakszej Kaljuzsni                                   | T                                                     | 178 cm                                                | 84 kg                                                 | 1977. június 13. (32 évesen)                          | Dinamo Moszkva                                        |
| 74                                                    | Szjarhej Kaszcicin                                    | T                                                     | 180 cm                                                | 93 kg                                                 | 1987. március 20. (22 évesen)                         | Montréal Canadiens                                    |
| Vezetőedző: Mihail Zaharav                            | Vezetőedző: Mihail Zaharav                            | Vezetőedző: Mihail Zaharav                            | Vezetőedző: Mihail Zaharav                            | Vezetőedző: Mihail Zaharav                            | 1962. január 22. (48 évesen)                          | 1962. január 22. (48 évesen)                          |

- Posztok rövidítései: K – Kapus, V – Védő, T – Támadó
- Kor: 2010. február 16-i kora

#### Eredmények
Csoportkör
C csoport
| Csapat                 | M | Gy | HGy | HV | V | G+ | G- | Gk | P |
| ---------------------- | - | -- | --- | -- | - | -- | -- | -- | - |
| Svédország (SWE)       | 3 | 3  | 0   | 0  | 0 | 9  | 2  | +7 | 9 |
| Finnország (FIN)       | 3 | 2  | 0   | 0  | 1 | 10 | 4  | +6 | 6 |
| Fehéroroszország (BLR) | 3 | 1  | 0   | 0  | 2 | 8  | 12 | –4 | 3 |
| Németország (GER)      | 3 | 0  | 0   | 0  | 3 | 3  | 12 | –9 | 0 |

| 2010. február 17. 12:00 | Finnország (FIN) | 5–1 (2–0, 1–1, 2–0) | Fehéroroszország (BLR) | Canada Hockey Place, Vancouver Nézőszám: 16 639 |

| Jegyzőkönyv | Jegyzőkönyv      | Jegyzőkönyv                   | Jegyzőkönyv   | Jegyzőkönyv                              |
| --- | ---------------- | ----------------------------- | ------------- | ---------------------------------------- |
| | Miikka Kiprusoff | Kapusok                       | Vitalij Koval | Játékvezetők: Paul Devorski Ország Péter |
| \| Jokinen (S. Koivu, Selänne) (PP) – 03:24 \| 1–0 \| \| \| Hagman (M. Koivu, Pitkänen) (PP) – 17:50 \| 2–0 \| \| \| \| 2–1 \| 20:21 – Kaszcicin (Dzjamahin) \| \| Hagman (M. Koivu) – 36:52 \| 3–1 \| \| \| Filppula (M. Koivu) – 40:23 \| 4–1 \| \| \| J. Ruutu (Kukkonen, Kapanen) – 52:59 \| 5–1 \| \| |                  |                               |               | Játékvezetők: Paul Devorski Ország Péter |
| 4 perc | Büntetések       | 12 perc                       |               | Játékvezetők: Paul Devorski Ország Péter |
| 45 | Lövések          | 12                            |               | Játékvezetők: Paul Devorski Ország Péter |
| Jokinen (S. Koivu, Selänne) (PP) – 03:24 | 1–0              |                               |               | Játékvezetők: Paul Devorski Ország Péter |
| Hagman (M. Koivu, Pitkänen) (PP) – 17:50 | 2–0              |                               |               | Játékvezetők: Paul Devorski Ország Péter |
| | 2–1              | 20:21 – Kaszcicin (Dzjamahin) |               | Játékvezetők: Paul Devorski Ország Péter |
| Hagman (M. Koivu) – 36:52 | 3–1              |                               |               |                                          |
| Filppula (M. Koivu) – 40:23 | 4–1              |                               |               |                                          |
| J. Ruutu (Kukkonen, Kapanen) – 52:59 | 5–1              |                               |               |                                          |

| 2010. február 19. 12:00 | Fehéroroszország (BLR) | 2–4 (0–2, 1–1, 1–1) | Svédország (SWE) | Canada Hockey Place, Vancouver Nézőszám: 16 878 |

| Jegyzőkönyv | Jegyzőkönyv  | Jegyzőkönyv                                    | Jegyzőkönyv      | Jegyzőkönyv                             |
| --- | ------------ | ---------------------------------------------- | ---------------- | --------------------------------------- |
| | Andrej Mezin | Kapusok                                        | Jonas Gustavsson | Játékvezetők: Dennis LaRue Brent Reiber |
| \| \| 0–1 \| 06:40 – D. Sedin (H. Sedin, Weinhandl) \| \| \| 0–2 \| 09:04 – Alfredsson (Johansson, Bäckström) (PP) \| \| \| 0–3 \| 29:35 – Franzén (Påhlsson, Modin) \| \| Mjaleska (Sztaszenka, Radzinszki) (PP) – 34:40 \| 1–3 \| \| \| Mjaleska (Kulakov) – 51:33 \| 2–3 \| \| \| \| 2–4 \| 59:49 – Alfredsson (H. Sedin, D. Sedin) \| |              |                                                |                  | Játékvezetők: Dennis LaRue Brent Reiber |
| 8 perc | Büntetések   | 4 perc                                         |                  | Játékvezetők: Dennis LaRue Brent Reiber |
| 19 | Lövések      | 38                                             |                  | Játékvezetők: Dennis LaRue Brent Reiber |
| | 0–1          | 06:40 – D. Sedin (H. Sedin, Weinhandl)         |                  | Játékvezetők: Dennis LaRue Brent Reiber |
| | 0–2          | 09:04 – Alfredsson (Johansson, Bäckström) (PP) |                  | Játékvezetők: Dennis LaRue Brent Reiber |
| | 0–3          | 29:35 – Franzén (Påhlsson, Modin)              |                  | Játékvezetők: Dennis LaRue Brent Reiber |
| Mjaleska (Sztaszenka, Radzinszki) (PP) – 34:40 | 1–3          |                                                |                  |                                         |
| Mjaleska (Kulakov) – 51:33 | 2–3          |                                                |                  |                                         |
| | 2–4          | 59:49 – Alfredsson (H. Sedin, D. Sedin)        |                  |                                         |

| 2010. február 20. 21:00 | Németország (GER) | 3–5 (1–1, 0–1, 2–3) | Fehéroroszország (BLR) | Canada Hockey Place, Vancouver Nézőszám: 16 979 |

| Jegyzőkönyv | Jegyzőkönyv   | Jegyzőkönyv                                | Jegyzőkönyv   | Jegyzőkönyv                               |
| --- | ------------- | ------------------------------------------ | ------------- | ----------------------------------------- |
| | Thomas Greiss | Kapusok                                    | Vitalij Koval | Játékvezetők: Danny Kurmann Bill McCreary |
| \| Seidenberg (Sturm, Goc) (PP) – 05:39 \| 1–0 \| \| \| \| 1–1 \| 10:43 – Uharav \| \| \| 1–2 \| 28:36 – Kaljuzsni (Kaszcicin, Sztaszenka) \| \| \| 1–3 \| 51:10 – Kaszcicin (Kalcov) \| \| Tripp (Rankel) – 51:49 \| 2–3 \| \| \| Goc (Hecht) – 52:10 \| 3–3 \| \| \| \| 3–4 \| 54:36 – Szalej (Kaljuzsni, Kaszcicin) (PP) \| \| \| 3–5 \| 58:45 – Kaljuzsni (Kalcov, Kaszcicin) \| |               |                                            |               | Játékvezetők: Danny Kurmann Bill McCreary |
| 8 perc | Büntetések    | 6 perc                                     |               | Játékvezetők: Danny Kurmann Bill McCreary |
| 40 | Lövések       | 17                                         |               | Játékvezetők: Danny Kurmann Bill McCreary |
| Seidenberg (Sturm, Goc) (PP) – 05:39 | 1–0           |                                            |               | Játékvezetők: Danny Kurmann Bill McCreary |
| | 1–1           | 10:43 – Uharav                             |               | Játékvezetők: Danny Kurmann Bill McCreary |
| | 1–2           | 28:36 – Kaljuzsni (Kaszcicin, Sztaszenka)  |               | Játékvezetők: Danny Kurmann Bill McCreary |
| | 1–3           | 51:10 – Kaszcicin (Kalcov)                 |               |                                           |
| Tripp (Rankel) – 51:49 | 2–3           |                                            |               |                                           |
| Goc (Hecht) – 52:10 | 3–3           |                                            |               |                                           |
| | 3–4           | 54:36 – Szalej (Kaljuzsni, Kaszcicin) (PP) |               |                                           |
| | 3–5           | 58:45 – Kaljuzsni (Kalcov, Kaszcicin)      |               |                                           |

Rájátszás a negyeddöntőbe jutásért
| 2010. február 23. 12:00 | Svájc (SUI) | 3–2 (sz.) (1–1, 1–1, 0–0) (h.u.: 0–0) (sz.: 1–0) | Fehéroroszország (BLR) | Canada Hockey Place, Vancouver Nézőszám: 17 397 |

| Jegyzőkönyv | Jegyzőkönyv  | Jegyzőkönyv                               | Jegyzőkönyv  | Jegyzőkönyv                              |
| --- | ------------ | ----------------------------------------- | ------------ | ---------------------------------------- |
| | Jonas Hiller | Kapusok                                   | Andrej Mezin | Játékvezetők: Paul Devorski Ország Péter |
| \| \| 0–1 \| 00:59 – Kaljuzsni (Kaszcjucsonak) \| \| Sprunger (Wick, Plüss) (PP) – 12:25 \| 1–1 \| \| \| Domenichelli (Streit, Blindenbacher) (PP) – 27:07 \| 2–1 \| \| \| \| 2–2 \| 35:42 – Zaharav (Uharav, Sztaszenka) (PP) \| |              |                                           |              | Játékvezetők: Paul Devorski Ország Péter |
| Déruns Lemm Rüthemann | Szétlövés    | Antonyenka Mjaleska Kaszcicin             |              | Játékvezetők: Paul Devorski Ország Péter |
| 10 perc | Büntetések   | 6 perc                                    |              | Játékvezetők: Paul Devorski Ország Péter |
| 42 | Lövések      | 22                                        |              | Játékvezetők: Paul Devorski Ország Péter |
| | 0–1          | 00:59 – Kaljuzsni (Kaszcjucsonak)         |              | Játékvezetők: Paul Devorski Ország Péter |
| Sprunger (Wick, Plüss) (PP) – 12:25 | 1–1          |                                           |              | Játékvezetők: Paul Devorski Ország Péter |
| Domenichelli (Streit, Blindenbacher) (PP) – 27:07 | 2–1          |                                           |              |                                          |
| | 2–2          | 35:42 – Zaharav (Uharav, Sztaszenka) (PP) |              |                                          |

| Csapat                 | Helyezés |
| ---------------------- | -------- |
| Fehéroroszország (BLR) | 9.       |

## Síakrobatika
Ugrás
| Versenyző            | Versenyszám | Selejtező | Selejtező | Döntő   | Döntő    |
| Versenyző            | Versenyszám | Pont      | Helyezés  | Pont    | Helyezés |
| -------------------- | ----------- | --------- | --------- | ------- | -------- |
| Dzmitrij Dascsinszki | Férfi       | 238,33    | 4.        | 215,68  | 11.      |
| Aljakszej Hrisin     | Férfi       | 234,27    | 7.        | 248,41  |          |
| Anton Kusnyir        | Férfi       | 213,90    | 15.       | kiesett | kiesett  |
| Cimafej Szlivec      | Férfi       | 221,91    | 12.       | 225,58  | 9.       |
| Asszol Szlivec       | Női         | 169,39    | 7.        | 198,69  | 4.       |
| Ala Cuper            | Női         | 195,76    | 1.        | 181,84  | 8.       |

## Sífutás
Férfi
| Versenyző                               | Versenyszám  | Selejtező     | Selejtező     | Negyeddöntő | Negyeddöntő | Elődöntő | Elődöntő | Döntő         | Döntő         |
| Versenyző                               | Versenyszám  | Idő           | Hely.         | Idő         | Hely.       | Idő      | Hely.    | Idő           | Helyezés      |
| --------------------------------------- | ------------ | ------------- | ------------- | ----------- | ----------- | -------- | -------- | ------------- | ------------- |
| Szjarhej Dalidovics                     | 15 km        |               |               |             |             |          |          | 35:29,4       | 35.           |
| Szjarhej Dalidovics                     | 30 km        |               |               |             |             |          |          | nem ért célba | nem ért célba |
| Szjarhej Dalidovics                     | 50 km        |               |               |             |             |          |          | 2:07:47,6     | 25.           |
| Aljakszej Ivanov                        | 15 km        |               |               |             |             |          |          | 36:48,2       | 60.           |
| Aljakszej Ivanov                        | 30 km        |               |               |             |             |          |          | 1:23:37,7     | 48.           |
| Aljakszej Ivanov                        | 50 km        |               |               |             |             |          |          | 2:17:59,2     | 45.           |
| Leanyid Karnyijenka                     | Sprint       | 3:49,12       | 51.           | kiesett     | kiesett     | kiesett  | kiesett  | kiesett       | 51.           |
| Leanyid Karnyijenka                     | 15 km        |               |               |             |             |          |          | 37:29,2       | 63.           |
| Szjarhej Dalidovics Leanyid Karnyijenka | Csapatsprint | nem ért célba | nem ért célba |             |             |          |          | kiesett       | kiesett       |

Női
| Versenyző                                                                     | Versenyszám    | Selejtező | Selejtező | Negyeddöntő | Negyeddöntő | Elődöntő | Elődöntő | Döntő     | Döntő    |
| Versenyző                                                                     | Versenyszám    | Idő       | Hely.     | Idő         | Hely.       | Idő      | Hely.    | Idő       | Helyezés |
| ----------------------------------------------------------------------------- | -------------- | --------- | --------- | ----------- | ----------- | -------- | -------- | --------- | -------- |
| Nasztasszja Dubarezava                                                        | Sprint         | 3:56,87   | 42.       | kiesett     | kiesett     | kiesett  | kiesett  | kiesett   | 42.      |
| Nasztasszja Dubarezava                                                        | 15 km          |           |           |             |             |          |          | 45:27,9   | 53.      |
| Nasztasszja Dubarezava                                                        | 30 km          |           |           |             |             |          |          | 1:42:28,1 | 44.      |
| Kacjarina Rudakova                                                            | 10 km          |           |           |             |             |          |          | 28:16,1   | 58.      |
| Kacjarina Rudakova                                                            | 15 km          |           |           |             |             |          |          | 44:50,5   | 49.      |
| Alena Szannyikava                                                             | 10 km          |           |           |             |             |          |          | 27:21,3   | 43.      |
| Alena Szannyikava                                                             | 15 km          |           |           |             |             |          |          | 43:33,7   | 38.      |
| Alena Szannyikava                                                             | 30 km          |           |           |             |             |          |          | 1:38:31,3 | 38.      |
| Volha Vasziljonak                                                             | Sprint         | 4:01,73   | 46.       | kiesett     | kiesett     | kiesett  | kiesett  | kiesett   | 46.      |
| Volha Vasziljonak                                                             | 10 km          |           |           |             |             |          |          | 28:06,2   | 55.      |
| Kacjarina Rudakova Volha Vasziljonak                                          | Csapatsprint   | 19:52,3   | 7.        |             |             |          |          | kiesett   | 13.      |
| Nasztasszja Dubarezava Alena Szannyikava Volha Vasziljonak Kacjarina Rudakova | 4 × 5 km váltó |           |           |             |             |          |          | 58:28,4   | 10.      |